# Jezioro Łopianowskie

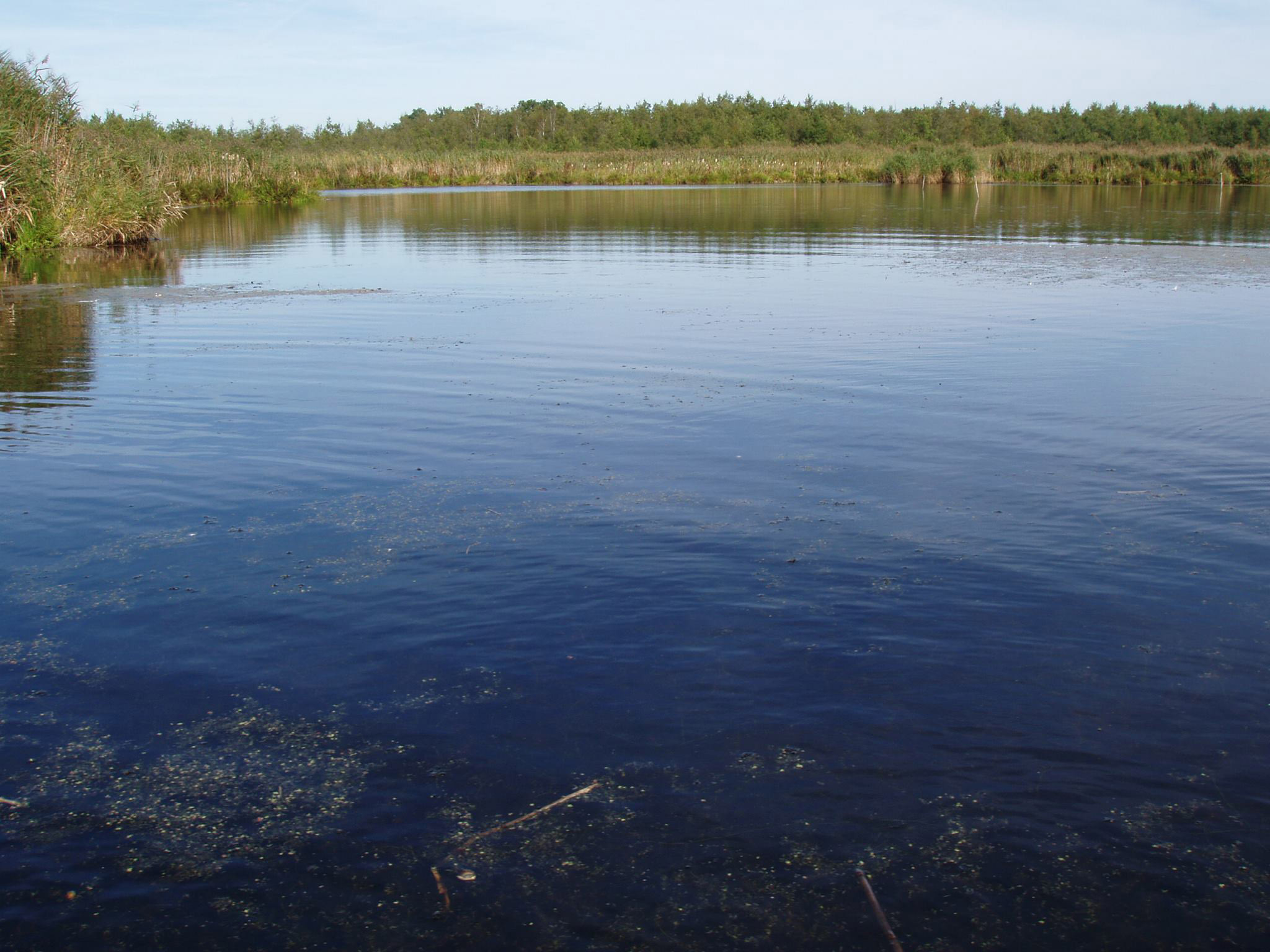
Jezioro Łopianowskie

Jezioro Łopianowskie – jezioro na Równinie Gryfickiej, położone w gminie Gryfice, w woj. zachodniopomorskim. 
Powierzchnia zwierciadła wody wynosi 20,42 ha.
Przez jezioro przepływa struga Lubieszowa. Ok. 1 km na zachód od akwenu leży wieś Łopianów.
Nazwa Jezioro Łopianowskie funkcjonuje od 1949 roku, kiedy to została zmieniona z poprzedniej niemieckiej nazwy Loppnower See.